# Bulletin of the Lebedev Physics Institute
Bulletin of the Lebedev Physics Institute is een internationaal, aan collegiale toetsing onderworpen wetenschappelijk tijdschrift op het gebied van de natuurkunde.
De naam wordt in literatuurverwijzingen meestal afgekort tot B. Lebedev Phys. Inst+.
De Russische versie wordt uitgegeven door het Lebedev Instituut. Springer Science+Business Media geeft een Engelse vertaling uit. Het eerste nummer verscheen in 1970.